# Remila
Remila (în arabă الرميلة) este o comună din provincia Khenchela, Algeria.
Populația comunei este de 5.606 locuitori (2008).